# Mindel-Riss
| Correlatieschema | Correlatieschema | Correlatieschema | Correlatieschema |
| Alpien           |                  | Scandinavisch    | M.I.S.           |
| ---------------- | ---------------- | ---------------- | ---------------- |
| Würm             | =                | Weichselien      | 2-5d             |
| Riss-Würm        | =                | Eemien           | 5e               |
| Riss             | =                | Saalien          | 6                |
| Mindel-Riss      |                  | ?                |                  |
| Mindel           | =                | Cromerien-A      | 16?              |
| Günz-Mindel      |                  | ?                |                  |
| Günz             |                  | Tiglien          | 92?              |
| Donau-Günz       |                  | ?                |                  |
| Donau            |                  | ?                |                  |
| Biber-Donau      |                  | ?                |                  |
| Biber            |                  | Pretiglien?      |                  |
| tabel 1          |                  |                  |                  |

De etage Mindel-Riss (of: Mindel-Riss Interglaciaal) is het interglaciaal tussen het riss- en het Mindel Glaciaal in de Alpiene indeling van het Pleistoceen. Deze indeling is gebaseerd op de vergletsjeringen van de Alpen tijdens de verschillende opeenvolgende glacialen. In de alpiene indeling worden de warme perioden (interglacialen) genoemd naar de eraan voorafgaande en de erop volgende glacialen.
Het Mindel-Riss Interglaciaal uit de Alpiene indeling werd vroeger meestal gecorreleerd met het Holsteinien. Deze correlatie is veel minder zeker geworden nadat duidelijk werd dat tussen de Scandinavische vergletsjeringen van het Saalien en het Elsterien niet slechts één (nl het Holsteinien) maar wellicht twee à drie interglacialen onderscheiden konden worden. Bovendien is uit recent onderzoek komen vast te staan dat het Mindel Glaciaal een ouderdom van 0.68 Ma heeft, wat op een correlatie van dit glaciaal met Glaciaal A uit het Cromerien wijst. Daarmee is de correlatie van de Scandinavische met de Alpiene indelingen voor wat betreft het Mindel-Riss Interglaciaal een stuk minder zeker geworden dan men vroeger dacht (Zie tabel 1).